# 仁木高長
仁木 高長（につき たかなが）は、室町時代後期の武将。

## 概要
『伺事記録』には、延徳2年（1490年）閏8月18日に仁木右馬助（貞長）の子・千代菊丸の名前が見える。父は鈎の陣で討死しているため、千代菊丸は当時5歳で家督を相続した。
『長興宿禰記』延徳3年（1491年）8月22日条によると、9歳で第二次六角征伐に従軍している。
文亀3年（1503年）12月18日付けの「東福寺文書」によれば、仁木次郎四郎高長が京都六角の家屋を横領している。
『後法成寺関白記』永正4年（1507年）12月29日条によると、この日に「（近衛尚通）の北方妹」が高長に嫁いでいる。尚通の北の方（正室）は徳大寺実淳の娘（維子）であるため、高長の妻も実淳の娘であると考えられる。
『後法成寺関白記』永正8年(1511年）8月16日条によれば、足利義稙に同行して丹波国に下向し、その後船岡山合戦に参戦している。また、同年10月21日以降は右馬助の名前が見えるようになり、高長が右馬助に任官されたことがわかる。